# NGC 1333
NGC 1333 is een reflectienevel in het sterrenbeeld Perseus. Het hemelobject ligt ongeveer 1.000 lichtjaar van de Aarde verwijderd en werd in 1855 ontdekt door de Duitse astronoom Eduard Schönfeld.

## Synoniemen
- LBN 741
- CED 16
- DG 18